# Marc Antoine Calmon

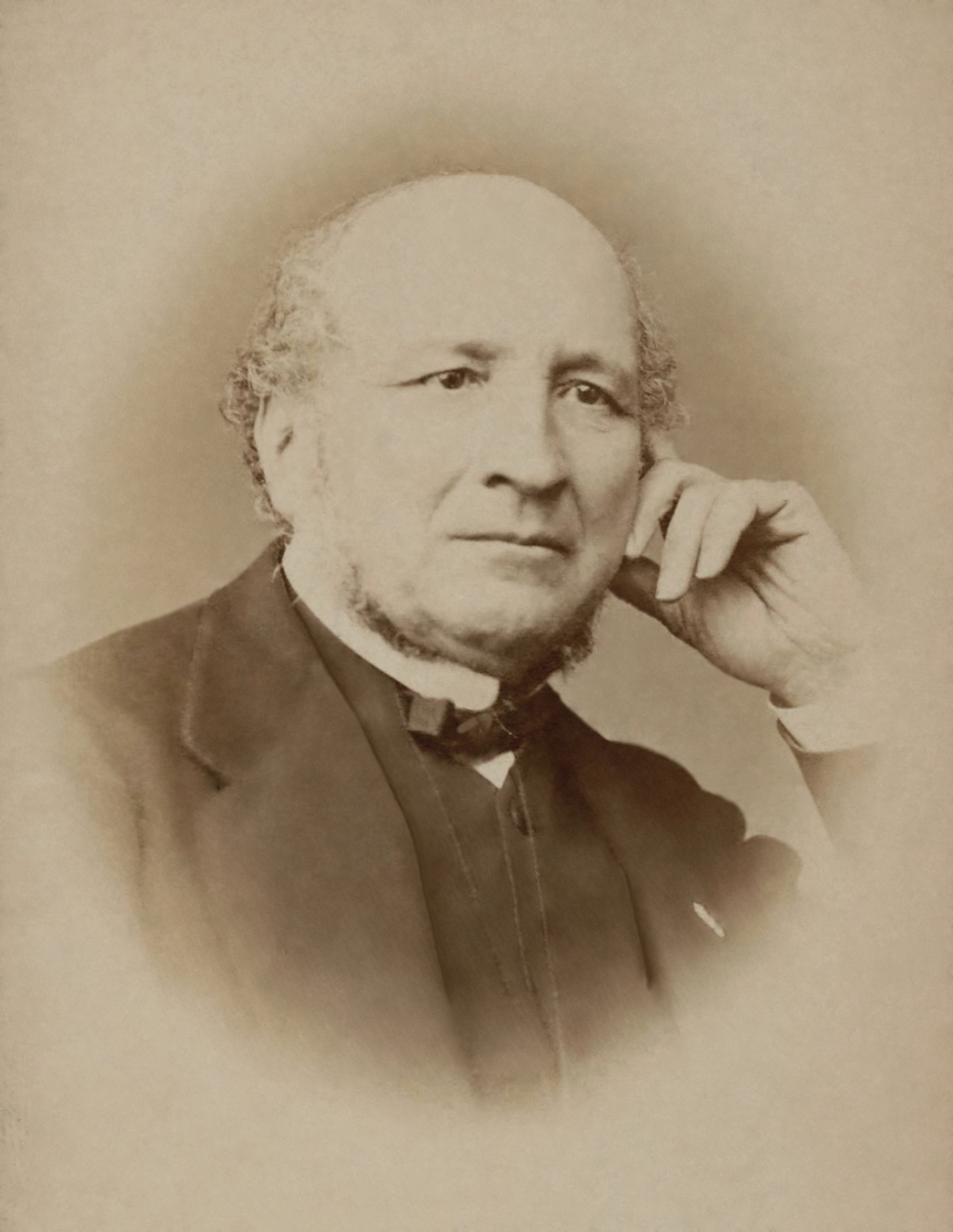
Marc Antoine Calmon

Marc Antoine Calmon (* 3. März 1815 in Tamniès, Département Dordogne; † 12. Oktober 1890 in Paris) war ein französischer Politiker.

## Leben
Marc Antoine Calmon, Sohn des Politikers Jean-Louis Calmon, studierte in Paris die Rechte und wurde 1836 Auditeur beim Staatsrat, 1842 Maître des requêtes, legte aber 1852 nach dem Staatsstreich Napoleons III. seine Stelle nieder, um nicht den Eid auf das Kaiserreich leisten zu müssen. Zuvor war er von 1844 bis 1847 Präsident des Generalrats von Lot sowie von 1846 bis 1848 Mitglied der Deputiertenkammer.
Während der Periode des Kaiserreichs lebte Calmon in politischer Zurückgezogenheit, nur mit wissenschaftlichen Studien über Finanzpolitik beschäftigt. Er schrieb in dieser Zeit mehrere wertvolle nationalökonomische Studien:
- Les impôts avant 1798, 1865
- William Pitt, étude financière et parlementaire, 1865
- Histoire parlementaire des finances de la Restauration, 2 Bde., 1868–70
- Étude des finances de l’Angleterre depuis la réforme de Robert Peel jusqu’en 1869, 1870

In Anerkennung dieser wissenschaftlichen Leistungen wurde Calmon 1872 zum Mitglied der Académie des sciences morales et politiques erwählt. Sein Freund Thiers, dessen Reden er später als Discours parlementaires de M. Thiers (16 Bde., Paris 1879–89) herausgab, ernannte ihn 1871 im ersten Kabinett Dufaure zum Unterstaatssekretär im Ministerium des Inneren und, als Calmon auf Verlangen der monarchistischen Rechten 1872 diesen Posten aufgeben musste, zum Seinepräfekten. Nach Thiers’ Sturz trat Calmon 1873 auch zurück und wurde im Dezember des gleichen Jahres zum Mitglied der Nationalversammlung gewählt, wo er sich dem linken Zentrum anschloss und an den Verhandlungen und Beratungen der Verfassung von 1875 hervorragenden Anteil nahm. Von der Nationalversammlung 1875 zum lebenslangen Mitglied des Senats erwählt, gehörte er in diesem zu den Führern der Linken; von 1879 bis 1883 war er Vizepräsident des Senats. 1890 starb er im Alter von 75 Jahren in Paris.